# Hallesche Straße 16 (Gröbers)

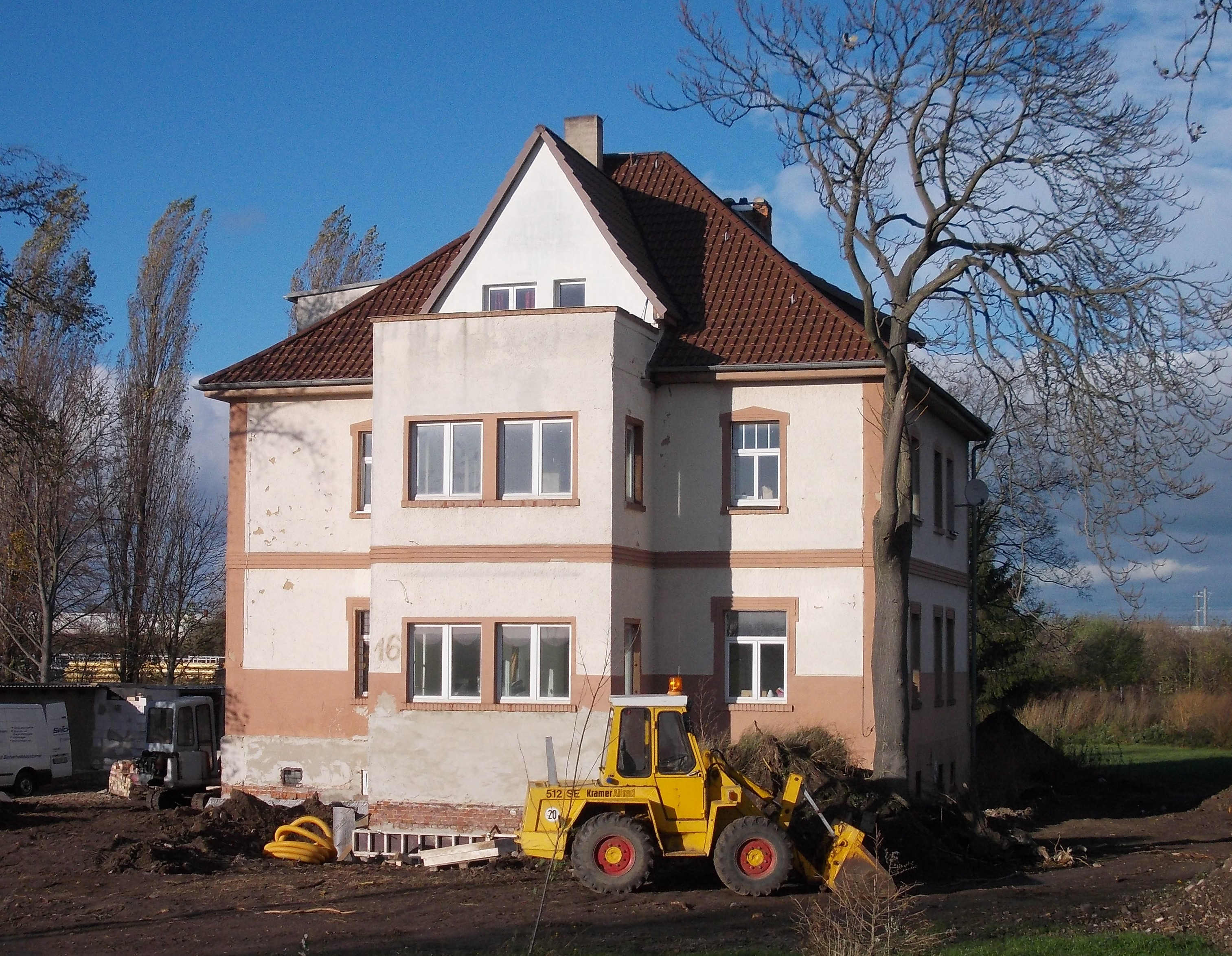
Hallesche Straße 16, 2013

Das Haus Hallesche Straße 16 ist ein denkmalgeschütztes Gebäude im zur Gemeinde Kabelsketal gehörenden Ort Gröbers in Sachsen-Anhalt.

## Lage
Es befindet sich westlich des Ortszentrums von Göbers, auf der Nordseite der Halleschen Straße, die Teil der Bundesstraße 6 ist. 

## Architektur und Geschichte
Das im örtlichen Denkmalverzeichnis als Villa eingetragene zweigeschossige Gebäude wurde in der Zeit um das Jahr 1900 errichtet. Der Grundriss des Gebäudes ist annähernd quadratisch. Im Giebel des zur Hofseite zeigenden Dachhauses wurden Bergmannszeichen, als Verweis auf den regionalen Braunkohlentagebau angebracht. 2013/14 erfolgten Umbauarbeiten.